# Speedway Elite League
Die Elite League war die höchste Klasse im britischen Speedwaysport. Über sie wurden die britischen Mannschaftsmeister ermittelt. Die Liga bestand aus neun Mannschaften, die, wie bei der Speedway-Bundesliga, im direkten Vergleich gegeneinander antraten. Dabei fährt jede Mannschaft gegen jede andere jeweils einmal auswärts und zu Hause. Für einen Heimsieg bekommt eine Mannschaft zwei Punkte, für einen Auswärtssieg drei Punkte und für ein Unentschieden noch einen Punkt.
Die Elite-League wurde 1997 eingeführt. Im Jahr 2017 wurde sie von der Speedway Great Britain (SGB) Premiership ersetzt.

## Platzierungen
| Jahr | Meister               | Vizemeister          | Dritter                                      |
| ---- | --------------------- | -------------------- | -------------------------------------------- |
| 1997 | Bradford Dukes        | Eastbourne Eagles    | Swindon Robins                               |
| 1998 | Ipswich Witches       | Belle Vue Aces       | Coventry Bees                                |
| 1999 | Peterborough Panthers | Poole Pirates        | King’s Lynn Stars                            |
| 2000 | Eastbourne Eagles     | King’s Lynn Stars    | Ipswich Witches                              |
| 2001 | Oxford Cheetahs       | Poole Pirates        | Coventry Bees                                |
| 2002 | Wolverhampton Wolves  | Eastbourne Eagles    | Coventry Bees / Poole Pirates                |
| 2003 | Poole Pirates         | Coventry Bees        | Peterborough Panthers / Oxford Cheetahs      |
| 2004 | Poole Pirates         | Wolverhampton Wolves | Ipswich Witches / Eastbourne Eagles          |
| 2005 | Coventry Bees         | Belle Vue Aces       | Peterborough Panthers / Eastbourne Eagles    |
| 2006 | Peterborough Panthers | Reading Racers       | Swindon Robins / Coventry Bees               |
| 2007 | Coventry Bees         | Swindon Robins       | Poole Pirates / Peterborough Panthers        |
| 2008 | Poole Pirates         | Lakeside Hammers     | Swindon Robins / Ipswich Witches             |
| 2009 | Wolverhampton Wolves  | Swindon Robins       | Lakeside Hammers / Coventry Bees             |
| 2010 | Coventry Bees         | Poole Pirates        | Wolverhampton Wolves / Peterborough Panthers |
| 2011 | Poole Pirates         | Eastbourne Eagles    | King’s Lynn Stars / Lakeside Hammers         |
| 2012 | Swindon Robins        | Poole Pirates        | Lakeside Hammers / Birmingham Brummies       |
| 2013 | Poole Pirates         | Birmingham Brummies  | Swindon Robins / Wolverhampton Wolves        |
| 2014 | Poole Pirates         | Coventry Bees        | King’s Lynn Stars / Swindon Robins           |
| 2015 | Poole Pirates         | Belle Vue Aces       | Coventry Bees / Swindon Robins               |
| 2016 | Wolverhampton Wolves  | Belle Vue Aces       | Poole Pirates / Lakeside Hammers             |